# Gervais Ntirumenyerwa Kimonyo
Gervais Ntirumenyerwa Kimonyo, est un homme politique de la République démocratique du Congo. Il est le vice-ministre des Travaux publics au sein du gouvernement Muzito

## Biographie